# Ikonische Differenz
Als ikonische Differenz bezeichnet Gottfried Boehm das „Spannungsverhältnis“ bzw. das „Spiel“ zwischen „Sichtbarem und Unsichtbarem, von thematisch Identifizierbarem und unthematischem Horizont“, der jedem Bild inhärent ist (Gottfried Boehm, Wie Bilder Sinn erzeugen, Berlin 2015, S. 210f.):
„Was uns als Bild begegnet, beruht auf einem einzigen Grundkontrast, dem zwischen einer überschaubaren Gesamtfläche und allem, was sie an Binnenereignissen einschließt. Das Verhältnis zwischen dem anschaulichen Ganzen und dem, was es an Einzelbestimmungen (der Farbe, der Form, der Figur etc.) beinhaltet, wurde vom Künstler auf irgendeine Weise optimiert“ (Boehm, Die Wiederkehr der Bilder).
Diese Feststellung bildet die Grundlage der modernen Bildwissenschaft und des Iconic turn.
Boehms Begriffsbestimmung wirft etwa das Problem auf, dass aus seinem Bildbegriff das Bewegtbild, also der visuelle Anteil von Film und Fernsehen, ausgeklammert ist, denn diese Gesamtflächen sind keineswegs überschaubar.